# Fédération internationale des cheminots espérantophones
La Fédération internationale des cheminots espérantophones (en espéranto Internacia Fervojista Esperanto-Federacio, également IFEF ou I.F.E.F.) a été fondée en 1948. IFEF est une des associations adhérentes à l'Association mondiale d'espéranto (depuis 1953) et elle est également membre de la FISAIC (de) (Fédération Internationale des Sociétés Artistiques et Intellectuelles de Cheminots).
La fédération rassemble les associations nationales de cheminots espérantophones d'une vingtaine de pays et ses objectifs sont la diffusion de la langue internationale espéranto et son application dans le milieu cheminot. Sa devise est : « La reloj ligas la landojn, Esperanto la popolojn. » (Les rails relient les pays, l'espéranto les peuples)

## Histoire

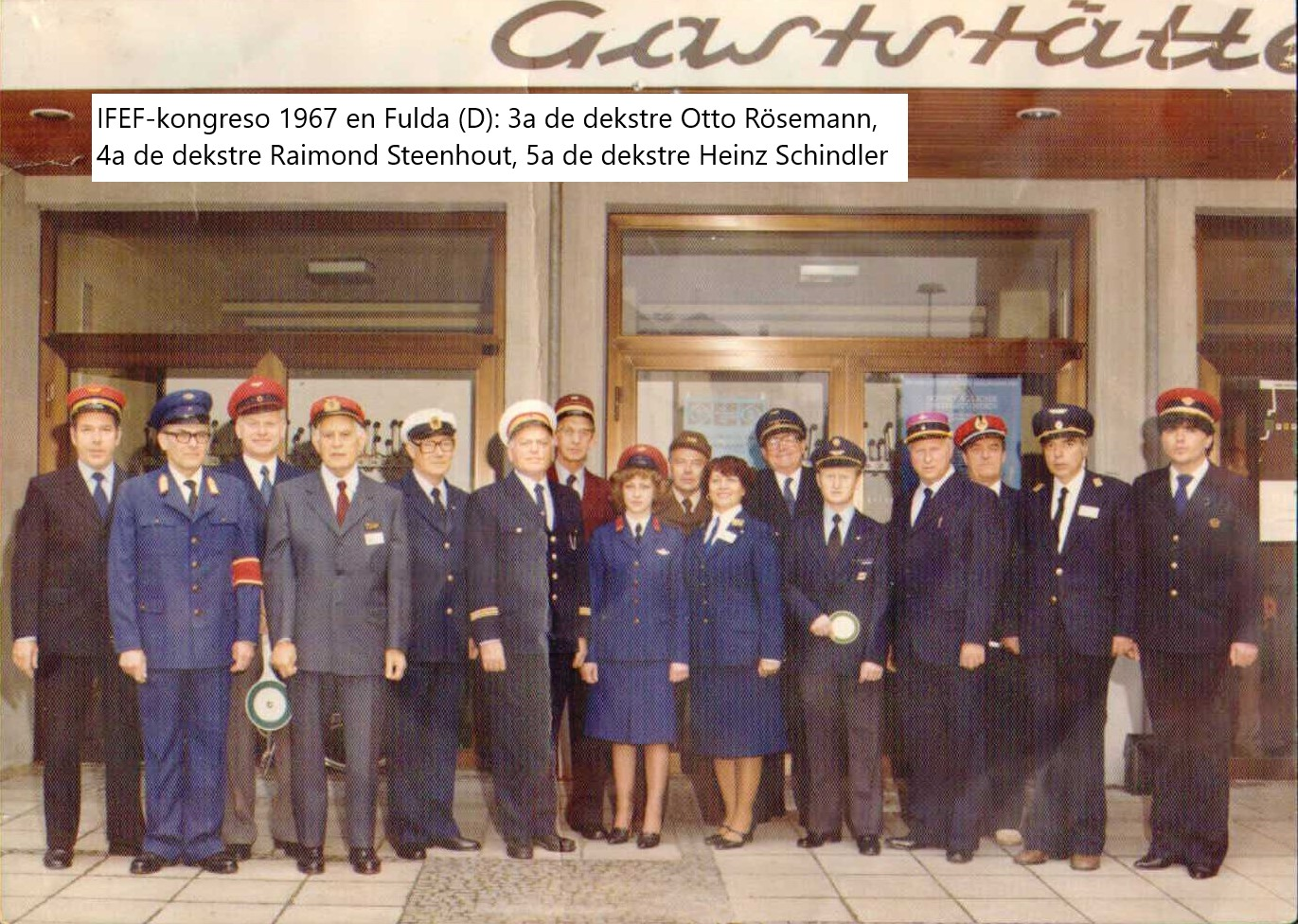
Congrès à Fulda, en Allemagne, 1967

En mars 1909, dans la revue Esperanto (organe de l'Association mondiale d'espéranto), un cheminot français, Armand Berlande, lance un appel pour la fondation d'une association d'espéranto cheminote. Il en résulte, lors du 5e Congrès mondial d'espéranto (à Barcelone en septembre 1909), la création d'une Association Internationale de Cheminots Espérantistes (en espéranto : Internacia Asocio de Esperantistaj Fervojistoj, IAEF) qui sera active jusque dans les années 30.
Après la Seconde Guerre mondiale, l'action est reprise par la fédération IFEF : celle-ci est créée pendant le congrès de l'Association mondiale anationale SAT (à Amsterdam le 4 août 1948). L'année suivante, en mai 1949, a lieu le premier congrès d'IFEF à Aarhus au Danemark. 149 participants de 8 pays décident alors que, en dehors des réunions cheminotes organisées pendant le congrès annuel de l'Association mondiale d'espéranto, aura lieu un congrès annuel cheminot indépendant. Le n°118 d'Espéranto-info retrace l'histoire du mouvement espéranto des cheminots.

## Bulletin
L'IFEF édite un bulletin intitulé Internacia Fervojisto (trad.: Cheminot International) traitant notamment des activités de la fédération IFEF (travail terminologique, réunions techniques, congrès...), des nouvelles du monde ferroviaire, des nouvelles du monde de l'espéranto, etc.

## Travail terminologique
La fédération est en relation avec l'Union internationale des chemins de fer (UIC) et participe notamment au RailLexic, lexique ferroviaire d'environ 16000 termes techniques en 23 langues .

## Congrès
Le congrès d'IFEF a lieu chaque année dans un pays différent. Les derniers congrès :
- 2025 en Slovaquie
- 2024 à Strasbourg,  France
- 2023 à Anvers,  Belgique
- 2022 à Beroun,  Tchéquie
- 2021 à Francfort-sur-l'Oder  Allemagne (21 mai - 24 mai 2021) (prévu initialement en mai-juin 2020, repoussé à cause du COVID-19)
- 2019 à Malaga,  Espagne
- 2018 à Wrocław,  Pologne
- 2017 à Colmar,  France [5],[6]
- 2016 à Varna,  Bulgarie
- 2015 à Kunming,  Chine
- 2014 à San Benedetto,  Italie [7],[8],[9]
- 2013 à Artigues-près-Bordeaux,  France
- 2012 à Herzberg am Harz,  Allemagne [10],[11]
- 2011 à Liberec,  Tchéquie
- 2010 à Sofia,  Bulgarie
- 2009 à Trieste,  Italie
- 2008 à Poznań,  Pologne
- 2007 à Paris,  France
- 2006 à Shanghai,  Chine
- 2005 à Brașov,  Roumanie
- 2004 à Sopron,  Hongrie
- 2003 à Dresde,  Allemagne
- 2002 à Plovdiv,  Bulgarie
- 2001 à Tábor,  Tchéquie
- 2000 à Budapest,  Hongrie
- 1999 au Mans,  France

## Liste des associations nationales membres de IFEF
- Allemagne: Germana Esperanta Fervojista Asocio (GEFA)
- Autriche: Aŭstria Fervojista Esperanto-Federacio (AFEF)
- Belgique: Belga Esperanto Fervojista Asocio (BEFA)
- Bulgarie: Bulgara Fervojista Sekcio de Bulgara Esperanto-Asocio
- Chine: Ĉina Fervojista Esperanto-Asocio (ĈFEA)
- Croatie: Kroata Fervojista Esperanto-Asocio (KFEA)
- Danemark: Dana Esperantista Fervojista Asocio (DEFA)
- Espagne: Hispana Esperanto Fervojista Asocio (HEFA)
- France: Franca Fervojista Esperanto-Asocio (FFEA)
- Hongrie: Hungara Fervojista Esperanto-Asocio (HFEA)
- Italie: Itala Fervojista Esperanto-Asocio (IFEA)
- Japon: Japana Esperantista Ligo Fervojista (JELF)
- Roumanie: Rumana Esperanto Fervojista Asocio (REFA)
- Serbie: Serba Asocio de Fervojistoj
- Slovénie: Fakkomitato de Fervojistaj Esperantistoj en Slovenio
- Tchéquie: Ĉeĥa Fervojista Esperanto-Asocio